# Jack Kelsey
Jack Kelsey (Swansea, 19 novembre 1929 – Londra, 18 marzo 1992) è stato un calciatore gallese.

## Palmarès

### Club

#### Competizioni nazionali
- Campionato inglese: 1

Arsenal: 1952-1953
- Coppa d'Inghilterra: 1

Arsenal: 1949-1950
- Community Shield: 1

Arsenal: 1953